# مقتل‌الحسین

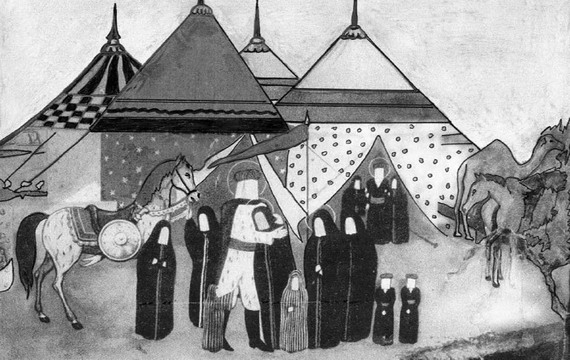
نقاشی ظهر عاشورا، خداحافظی حسین بن علی با خانواده اش

مَقتَل در لغت به معنی کشتن‌گاه و محل قتل و در اصطلاح به بازگویی به قتل رسیدن امامان اشاره دارد. جمع آن مَقاتل است. در میان مقتل‌ها مقتل امام سوم شیعیان از همه مهم‌تر و بیشتر مورد توجه است. مقتل الحسین (کشتن‌گاه حسین) نام دسته‌ای از کتب است، که رویدادهای کربلا و کُشته‌شدن حسین بن علی در آن شرح داده شده‌است.

## ویژگی‌ها
تفاوت مقتل با مرثیه عاشورایی آن است که مرثیه‌ها به‌طور کلی به شهادت امام سوم شیعیان نظر دارد و ابیاتش از چند بیت تا صد بیت متغیر است، اما «مقاتل» یا «مقتل» به صورت جزئی‌تر حادثهٔ کربلا را مد نظر دارد. در مقتل، وقایع تاریخی طرح نمی‌شود، چون خواننده از قبل با موضوع آشناست، پس مقتل بدون مقدمه به سراغ وقایع حزن‌انگیز عاشورا می‌رود. مقتل برآمده از احساسات درونی شاعر است، گویی خود او در صحنه نبرد شرکت داشته. قالب اکثر مقاتلِ منظوم، مثنوی است، چون به شاعر مجال بیشتری می‌دهد تا واقعه کربلا را به تصویر بکشد. از نمونه‌های آن می‌توان به زبده الاسرار از صفی علیشاه، «روضه الاسرار» اثر شمس الشعراء سروش اصفهانی، «گنجینه الاسرار» اثر عمان سامانی، مثنوی «بیت الاحزان» اثر صابرهمدانی و مثنوی «گنج نهفته» اثر شیخ عبدالسلام تربتی اشاره کرد.